# 羅蘭德灣
65°4′S 64°3′W / 65.067°S 64.050°W
羅蘭德灣是南極洲的海灣，位於威廉群島的布斯島西端，南面是埃爾韋角，由法國探險隊繪入地圖，現時由南極條約體系管理。